# Chiesa della Santissima Annunziata di Portoria
La chiesa della Santissima Annunziata di Portoria, più conosciuta come chiesa di Santa Caterina, è un edificio religioso cattolico italiano, sito del centro cittadino di Genova, nel quartiere di Portoria.
Alla chiesa, situata al margine del quartiere di Piccapietra nei pressi della spianata dell'Acquasola, si accede da una piazzetta laterale alla via Bartolomeo Bosco, sul retro del moderno palazzo di Giustizia, che incombe con il suo prospetto in vetro e cemento su quanto resta dell'originario sagrato. Un altro ingresso, collegato ad una scala interna, si trova in via IV Novembre, dal lato dell'Acquasola. Sulla piazzetta si affacciano anche l'ingresso del convento dei Cappuccini e quello della cappella superiore, in cui era custodito il corpo di Santa Caterina, prima del suo trasferimento all'interno della chiesa.

## Storia
La chiesa dell'Annunziata, la cui storia è strettamente legata a quella dello scomparso ospedale di Pammatone fu costruita con l'annesso convento, a partire dal 1488 dai Minori francescani, che la officiarono fino al 1538, quando a essi subentrarono i Cappuccini, che prestarono assistenza spirituale ai malati nell'adiacente ospedale di Pammatone sino alla sua chiusura negli anni venti del Novecento. I cappuccini si alternarono nel tempo con altre congregazioni (Gesuiti dal 1566 al 1578, Camilliani dal 1607 al 1719 ed ancora dal 1735 al 1777 e per periodi più brevi i "preti riformati di Tortona" e gli Agostiniani) facendovi ritorno definitivamente nel 1838.
Sin dalla sua edificazione, la chiesa dell'Annunziata è stata strettamente legata al vicino ospedale, al quale era anche fisicamente collegata da un passaggio interno. Il 16 settembre 1510 vi furono celebrati i funerali di Caterina Fieschi Adorno. Dalla sua canonizzazione, nel 1737, la chiesa, nella quale è conservato il suo corpo incorrotto, è comunemente conosciuta come "chiesa di Santa Caterina".
Dal 1927, pur conservando l'intitolazione alla Santissima Annunziata, la chiesa è stata ufficialmente dichiarata "Santuario di Santa Caterina".
Fu canonizzata nel 1737 da papa Clemente XII; nel 1943 papa Pio XII la proclamò patrona degli ospedali italiani.
Nell'immagine: Santa Caterina Fieschi (1447-1510) in un dipinto di Giovanni Agostino Ratti
Nel 1538 con l'ampliamento della cinta muraria che passava accanto al complesso fu demolita una parte del chiostro e del convento e tutta l'area absidale della chiesa, con l'altare del Fasolo e la tomba di Giuliano Adorno, marito di Santa Caterina Fieschi.
Nel 1556 il governo della Repubblica autorizzò i Protettori dell'ospedale a ricostruire la chiesa rioccupando parte dei terreni già espropriati per motivi strategici, purché il nuovo edificio distasse dalle mura almeno ventisei palmi genovesi (circa sette metri).
Varie famiglie genovesi tra il XVI e il XVIII secolo arricchirono la chiesa di opere d'arte, chiamando ad eseguirle i più valenti artisti dell'epoca.
In occasione delle leggi di soppressione degli ordini religiosi, emanate nel periodo napoleonico (1810) e nuovamente nel 1866, i frati furono autorizzati a restare nella chiesa e nell'ospedale come preti secolari.
Restauri furono eseguiti tra il 1885 e il 1894 e nuovamente nel 1926.
Parte del convento fu gravemente danneggiato dal bombardamento aereo del 23 ottobre 1942 che distrusse quasi completamente il vicino ospedale, ormai dismesso, mentre venne risparmiata la chiesa.
Nel 1960 l'urna con le spoglie di Santa Caterina dalla cappella detta del "Deposito" venne trasferita nella sua attuale collocazione all'interno della chiesa.
Il mausoleo della santa, già nella cappella superiore, fu ricostruito dall'architetto Eugenio Fuselli e solennemente inaugurato dal cardinale Giuseppe Siri l'8 maggio 1960.

## Descrizione artistica

### Esterno
Dal sagrato si accede alla chiesa attraverso un doppio portale in marmo di fattura rinascimentale con lesene con testine di frati e capitelli decorati con foglie d'acanto, opera di Pier Antonio Piuma (1521). Il portale è sormontato da decori barocchi in gesso di Andrea Casaregis (1780) e da un ovale che incornicia il bassorilievo in stucco dell'Annunciazione, di Francesco Maria Schiaffino (1744).
Alla sinistra, sulla porta del convento una lunetta in pietra di Gaspare della Scala (fine del XV secolo) raffigurante le Stimmate di san Francesco riporta la data di fondazione del complesso (8 giugno 1488) e mostra sullo sfondo il profilo della prima chiesa.

### Interno

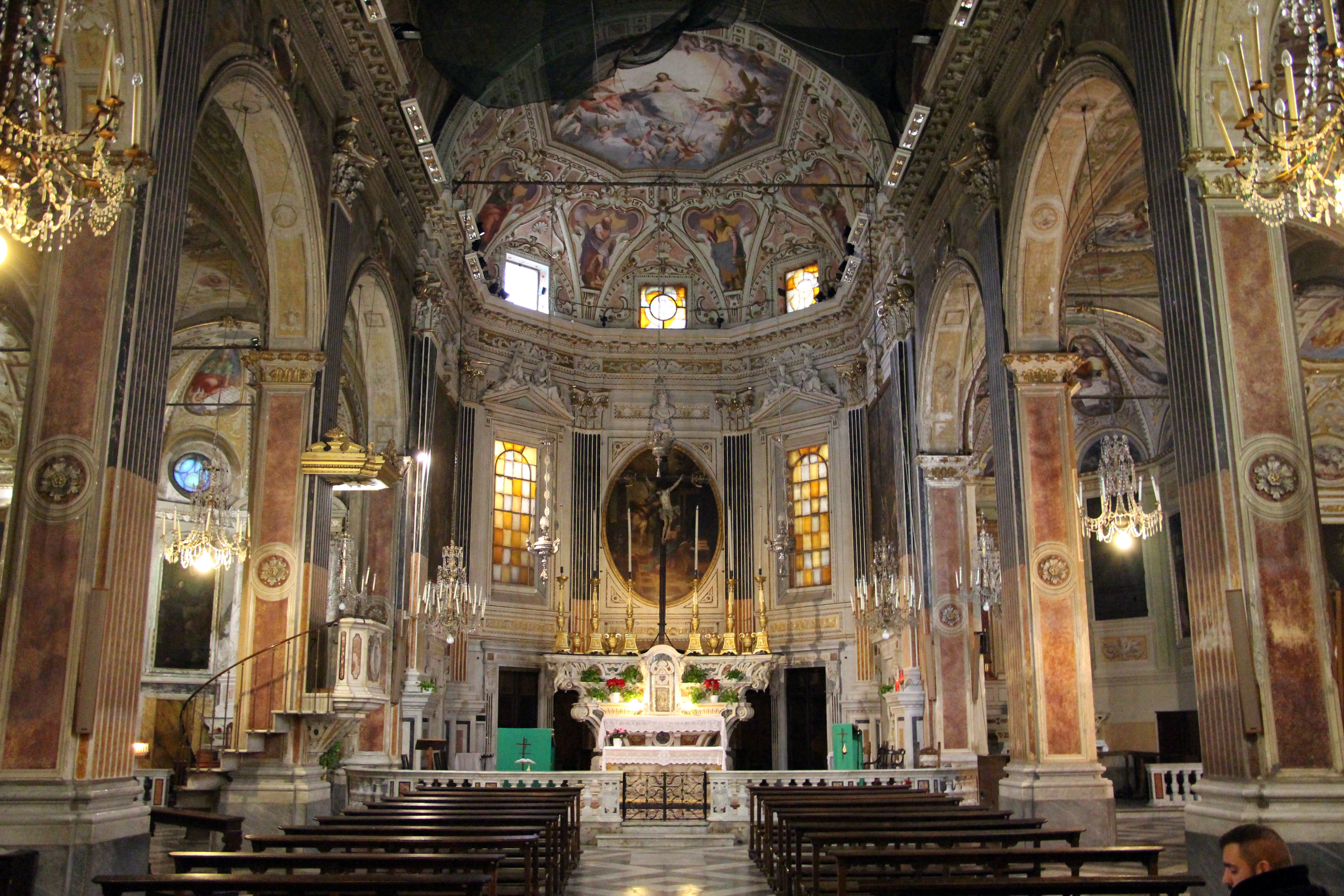
Interno

L'interno ha tre navate sorrette da pilastri, costituiti dalle originarie colonne di marmo bianco e nero rivestite in laterizio.
Lungo le navate laterali si aprono dieci cappelle, in origine tombe gentilizie delle famiglie che contribuirono alla costruzione ed al mantenimento del complesso. Nella volta un grande medaglione racchiude l'affresco di Giuseppe Passano (realizzato nel 1837, in occasione del centenario della canonizzazione della santa) raffigurante il Trionfo di Santa Caterina, contornato da una serie di affreschi minori con figure di santi.
Per i numerosi artisti del XVI secolo che lavorarono alla sua decorazione la chiesa è stata definita "il grande cantiere del Cinquecento genovese". Tra questi Giovan Battista Castello, Luca Cambiaso, Lazzaro e Pantaleo Calvi, Andrea e Ottavio Semino. Oltre a questi la chiesa conserva opere di pittori e scultori di artisti dal XVII al XIX secolo.
L'organo della ditta Bianchi di Novi Ligure risale al 1892.

#### Presbiterio e abside
Nel presbiterio, fatto costruire nel 1563 dal nobile Battista Grimaldi, l'altare in marmo è sormontato da un Crocifisso ligneo di Giambattista Bissone (1597-1657), già appartenuto alla casaccia di Santa Maria di Castello. Non fu casuale la scelta di commissionare a Giambattista Bissone, l'ornamento del presbiterio. A Genova, non si era mai intervenuti ad un abside a struttura poligonale, ma Giambattista Bissone aveva già ottenuto committenze che comprendevano il rinnovamento architettonico, la ridefinizione dello spazio  interno e la progettazione  dell'intelaiatura a stucco per l'interno di palazzi e chiese. 
L'artista Giovan Battista Castello, detto "il Bergamasco" (1563) , decise di porre al centro del catino dell'abside e nei peducci un ottagono irregolare al cui interno  affrescò Cristo Giudice, circondato da angeli che sorreggono i simboli della passione. Il suo sguardo non è severo, ma misericordioso, e le sue braccia sono aperte in segno di accoglienza; si pensi che questa era la chiesa dell'Ospedale e che vi era quindi di comunicare un senso di divina protezione. Tutt'intorno  sono presenti Stucchi a cuore contenenti i quattro Evangelisti e due Profeti. Nel 1567 il Bergamasco partì per la Spagna e, lasciando il progetto in sospeso e così subentrò il suo discepolo Luca Cambiaso.   A quest'ultimo vennero commissionate le tre tele che avrebbero decorato il presbiterio: nell'abside un dipinto raffigurante  l'Annunciazione ed alle pareti laterali due grandi tele sul tema del giudizio universale: Chiamata degli Eletti (parete di sinistra) e Cacciata dei reprobi (parete di destra). Al di sotto delle due tele laterali vi sono due grandi pannelli marmorei raffiguranti a sinistra lo stemma dei Francescani, fondatori della chiesa, a destra il simbolo delle cinque piaghe di Gesù. Per ordine della committenza venne realizzata sulla pavimentazione del presbiterio un intarsio raffigurante lo stemma della famiglia Grimaldi, realizzato con intarsi marmorei. L'altare maggiore, interamente in marmo, di leggiadro stile barocco, porta il pregevole crocefisso ligneo seicentesco realizzato da Giambattista Gaggini da Bissone detto il Veneziano.

#### Cappelle laterali

##### Cappelle a destra
- Prima cappella: dedicata a Santa Caterina, già gentilizia della famiglia De Franchi. Sull'altare, ornato da quattro colonne di marmo nero di Como, Apparizione di Cristo a santa Caterina, di Pietro Raimondi, allievo del Piola; sulla parete, Transito di santa Caterina, di Carlo Giuseppe Ratti.[1][3][6]

- Seconda cappella: dedicata alla Madonna Assunta, già gentilizia della famiglia Giudice-Calvi. Sull'altare ancona raffigurante con l'Assunzione della Vergine; sulla volta Incoronazione di Maria Santissima, alle pareti Annunciazione e Adorazione dei pastori, tutte opere attribuite a Ottavio Semino[1][3][6]

- Terza cappella: già gentilizia della famiglia Rotolo-Pallavicino, dal 1960 vi è collocato il mausoleo di santa Caterina. Il corpo incorrotto della santa è composto in un'urna di bronzo e cristallo sorretta dal complesso marmoreo realizzato nel 1738 da Francesco Maria Schiaffino, comprendente un altare e quattro statue raffiguranti l'Amor divino, la Fortezza, la Penitenza e l'Obbedienza.[2] Nella parete dell'abside si trova la tomba della venerabile Battistina Vernazza, figlia di Ettore Vernazza. Nella volta e sui peducci, affreschi di Pantaleo Calvi.[1][3][6]

- Quarta cappella: dedicata alla Natività di Nostro Signore, già gentilizia della famiglia Pinelli. Sull'altare Presepio di Andrea Semino[3], al quale sono attribuiti anche l'affresco nella volta e i due quadri alle pareti, raffiguranti l'Annuncio della nascita di Gesù ai pastori e il Sogno di san Giuseppe.[1][6]

- Quinta cappella: dedicata alla Madonna Addolorata, già gentilizia della famiglia Cavanna. Alle pareti Gesù nell'orto degli ulivi di Luca Cambiaso e una Pietà, di Lazzaro Calvi. Nei peducci tre Profeti e due Sibille (Eritrea e Cumana) di Pantaleo Calvi.[1][3][6]

##### Cappelle a sinistra
- Prima cappella: dedicata a San Francesco, già gentilizia della famiglia Cambiaso. Sull'altare, proveniente dalla scomparsa chiesa di Nostra Signora della Pace, Sacra Famiglia e San Francesco d'Assisi di Domenico Piola, già nella demolita chiesa di San Domenico. Alla parete Predica di sant'Antonio a Ezzelino da Romano, di Giuseppe Palmieri.[1][3][6]

- Seconda cappella: dedicata ai Re Magi, già gentilizia della famiglia Zoagli-Cicala. Sull'altare gruppo marmoreo della Madonna della Misericordia, di Giacomo Antonio Ponsonelli e una tela raffigurante l'Adorazione dei Magi, di Luca Cambiaso (1570). Dello stesso Cambiaso le figure di profeti ai lati dell'altare e l'affresco nella volta (Padre Eterno tra gli angeli).[1][3][6]

- Terza cappella: dedicata alla Visitazione della Beata Vergine Maria, già gentilizia della famiglia Fabra-Costanzi. Dipinto raffigurante Nostra Signora del Sacro Cuore (Mattia Traverso, 1941). Nella volta Storiette della Vergine (Ottavio Ghissoni, 1606).[1]

- Quarta cappella: già dedicata alla Pietà, ora fonte battesimale. Da questa cappella si accede alla scala che porta all'Acquasola. Alle pareti vari dipinti di autori anonimi di scuola genovese e Gesù confortato dall'Angelo, di Giovanni Carlone. Le figure di santi francescani nella volta sono di Oldoino Multedo (fine XIX secolo).[1][3][6]

- Quinta cappella: dedicata dedicata a Sant'Antonio, con dipinti raffiguranti Sant'Antonio che predica ai pesci e Sant'Antonio col Bambino Gesù di Giuseppe Palmieri, Visitazione con i santi Agostino e Nicola da Tolentino di Aurelio Lomi, San Camillo de Lellis di Domenico Parodi. Nella volta Profeti e due Sibille (Libica e Tiburtina) di Pantaleo Calvi. Sull'altare paliotto in marmo raffigurante la Sacra Famiglia, proveniente dalla chiesa della Pace, demolita nell'Ottocento per la costruzione di via XX Settembre.[1][3][6]

### Convento di Santa Caterina
Al convento annesso alla chiesa, a cui si accede dal sagrato, è formato da un insieme composito di edifici attorno al piccolo chiostro quattrocentesco, non aperto al pubblico, che conserva ancora gli affreschi originali con scene bibliche e di vita conventuale.

### Cappella superiore
Accanto a quello che immette nel chiostro, un altro ingresso, attraverso un ampio scalone, conduce ai piani superiori del convento e alla cappella superiore anche detta cappella del Deposito, in cui era conservata un tempo l'urna di santa Caterina. La cappella, la cui sistemazione nel XVIII secolo si deve a Gaetano Cantoni è affrescata da Santo Tagliafichi (1822) con raffigurazioni della santa (nella volta Santa Caterina in gloria e sulle pareti Visione e miracolo di Santa Caterina).

### Museo dei Beni Culturali Cappuccini
Il museo annesso alla chiesa raccoglie numerosi beni artistici provenienti dai conventi dei cappuccini della Liguria. Accanto a opere d'arte di pittori genovesi dei secoli tra Cinquecento e Settecento, sono esposti arredi sacri e oggetti di artigianato e di arte povera cappuccina.
Il museo, nato nel 1970 con la denominazione di Museo di vita cappuccina, fu fondato da padre Cassiano da Langasco, che aveva raccolto nei conventi cappuccini numerosi oggetti d'arte povera e di uso quotidiano, realizzati dagli stessi frati. Arricchitosi nel tempo anche di opere di artisti quali lo Strozzi e il Fiasella, è stato inaugurato nel 2006 con la successiva denominazione ufficiale.